# Jurnal TV (телеканал)
 Jurnal TV (укр. Журнал ТБ) — це загальнотелевізійна станція в Молдові, початок якої у 2009 році в онлайн, а у 2010 році вийшов у ефір, мовлення румунською мовою і частково російською мовою. Спочатку розроблений, як перші телевізійні новини в Молдові, а потім, 5 березня 2011 року, щоб стати універсалом телебачення. Тепер, сітка містить Jurnal TV випусках телебачення в певний час протягом дня, шоу та політичних ток-шоу, розваги і фільми, серіали, мультфільми .Фільми, серіали та мультфільми виходять російською мовою і з субтитрами румунською мовою, всі продукти розподіляються з урахуванням ліцензії, яка засуджує піратства. Крім того, телевізор відстежувати і реєструвати соціального призначення, проведення кампаній з соціальних питань.
На основі Jurnal TV є студії, мовлення об'єктів і живого супутникового сучасного ІТ-інфраструктури.
Jurnal TV є частиною холдингу Jurnal Trust Media, яка також володіє радіостанцією Jurnal FM, газетою Jurnal de Chișinău агентством, таблоїдом, магазинами, економічними рекламами.

## Програми

### Ток-шоу
Пробудження і пробудження у вихідні — Morning Show 7/7 з цією енергійною, запрошенні різні рубрики: звіти про соціальне, економічне піднесення, погода, спорт вправи, гороскопи, конкурси жити, і т. д.
Головна Рання  — випуск інтерактивного дня містять інформацію з питань охорони здоров'я, соціальних подій, міжособистісних відносин, красу і сучасні технології.
Сіль і перець- показати ввечері з сенсорним дружній і теплій, в основному, приготування їжі, за участю спеціальних гостей, присвячений родині.
Час Рас"- щотижневе шоу, яке пропонує, щоб бути фільтр, глузування, що це некомпетентність, відсутність смаку, сатира та іронія субкультури через засоби політики, шоу-бізнес, ЗМІ, Громадянин життя.
Асфальт Молдова — щотижневе шоу, де можна побачити найцікавіші місця в Молдові, місця мистецтва та історії, культурної особистості.
Папарацці — щотижневе шоу, який приймає мета на найцікавіші події чітко води в пряних плітки, принести найгарячіші емоції і змушує вас сміятися смішні промахи місцевих знаменитостей.
Життя триває — щотижня, показують, що люди уникли долі, але не здаватися і продовжувати жити незважаючи ні на що.
Special Edition — ток-шоу інтерес, який відображає події, які відбуваються раптово і зробити перші сторінки засобів масової інформації протягом декількох днів.
Публічні дебати — випуск інтерактивних помірної свободою слова жити. Мета програми полягає в освіті пересічних громадян мати критичне мислення про проблеми навколо нього.
Чорне і багато — ток-шоу на політичному аналізі, в якому розглядаються найважливіші політичні події тижня.
Пряма Розмова — політичне ток-шоу про те, що відбувається у всіх областях, починаючи від спорту до релігії насправді або міжнародним, за участю спеціальних гостей і жити діалогів.
Шеф-кухар Дипломат — таблетки їжі, через кілька хвилин, для тих, хто хоче поїсти швидко і здорово.
Коротше — незабаром після 19.00 Journal TV, рентгенівські болісно чесним суспільстві ми живемо. Подаються на блюді модератор дозволить уникнути проблем з боку політиків і засобів масової інформації показують, що вони виробляють.
Зцілення народу — сатиричний таблетка має ефект раптового ейфорії, розтиснув щелепи, destuparea мислення, відпустіть нейронних ланцюгів, відкритими очима, пробудження до реальності.

### Кампанія
Насолоджуйтеся чудовим Кишиневі! — Свято міста. Кишинів, 2011, JTV підготовлені гриби з полентой, величезна кількість.
О Молдова, я дійсно люблю тебе! — Соціальна кампанія 27 серпня 2010 з нагоди Дня незалежності національним святом Республіки Молдова.
JurnalTVerde — соціальна кампанія сезонної озеленення громадських місць у столиці та регіонах.
Jurnal TV робить ваш двір — соціальна кампанія, спрямована метрів поруч з житловими будинками.
Випити зі мною! — Соціальна кампанія з пропаганди раціонального вживання алкоголю.
JurnalTVrea президент — політична та соціальна кампанія на виборах кризи.
Дізналися, де ви були на 7-й! — Соціальна дія, засноване на політичному подію, що відбулося 7 квітня 2009 року.

### Фільми, серіали, Мультфільми
Jurnal TV  вироку цілей і просування авторського права, тому всі продукти цього поста транслюються на підставі ліцензії.

## Мовлення

### Ефірне мовлення
По всій території Молдови

### Супутникове мовлення
- Astra 4A (Sirius) — 4.8°E- 12695 V 3330 — 5/6 — DVB-S (QPSK) — FTA
- Thor 5 — 1°W — 12456 V 28000 — 7/8 — DVB-S (QPSK) — FTA